# Qeqertarsuaq Stadion
Qeqertarsuaq Stadion – wielofunkcyjny stadion w Qeqertarsuaq, na Grenlandii. Jest obecnie używany głównie dla meczów piłki nożnej. Swoje mecze rozgrywa na nim drużyna piłkarska G-44. Posiada żwirowe boisko.